# خيانة (فلم 1989)
خيانة هو فيلم جريمة مصري من إنتاج سنة 1989، إخراج وتأليف شريف حمودة، وإنتاج أفلام سيد علي، ومن بطولة سمير صبري، وصلاح ذو الفقار، وسماح أنور، وسعيد عبد الغني.

## القصة
بعد اختفاء عالِم ذرة في ظروف غامضة، يقوم اللواء شوكت (صلاح ذو الفقار) بالبحث في الأمر، ويبدأ في الشك بأن الضابط سليم (سعيد عبد الغني) يفشي أسرار القضية ويخون مهنته لكي يعمل مع عصابة تتاجر بكل شيء. بينما هناك رجل شرطة آخر شريف (سمير صبري)، يحاول القبض على الشرطي الخائن متلبسًا بمساعدة سمرة (سماح أنور) التي تعمل راقصة في ملهى ليلي حتى يتم القبض على أفراد العصابة.

## طاقم التمثيل

### بطولة
- سمير صبري في دور الضابط الشريف
- صلاح ذو الفقار في دور اللواء شوكت
- سماح أنور في دور الراقصة سمرة
- سعيد عبد الغني في دور الضابط سليم

### بالاشتراك مع
- سهيلة فرحات
- أحمد أبو عبية
- عزت عبد الجواد
- شفيق الشايب
- محمد السيسي
- إيمان ربيع
- مصطفي المعاون
- مصطفي عبد الوهاب

## وصلات خارجية
- مقالات تستعمل روابط فنية بلا صلة مع ويكي بيانات